# Maggio di Accettura
Il Maggio di Accettura è una festa popolare che si tiene ogni anno nei giorni di Pentecoste nel comune di Accettura in provincia di Matera, in occasione dei festeggiamenti per il patrono San Giuliano.
Si tratta di un rito arboreo stratificato e complesso espressione del contesto storico, sociale, culturale e religioso della comunità di Accettura. Molto riduttiva, se non errata, è la definizione "matrimonio degli alberi" perché non trova riscontro nell'antropologia precedente agli anni '60.

## Descrizione

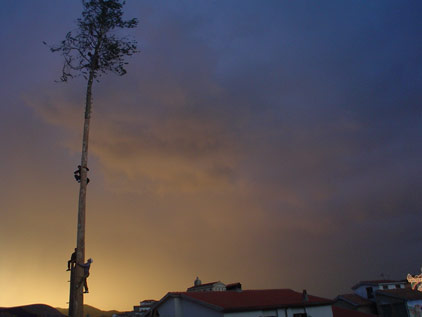
La festa del maggio di Accettura

Tutto inizia la prima domenica dopo Pasqua, quando un gruppo di volontari si reca nel vicino bosco di Montepiano per scegliere il cerro più alto, dritto e sano che diventerà il «Maggio»; la domenica successiva viene scelta nella foresta di Gallipoli-Cognato la Cima, un agrifoglio che sarà innestato in un simbolico matrimonio sopra il Maggio nelle settimane a venire.
Il giovedì dell'Ascensione il Maggio viene abbattuto; otto giorni dopo viene trascinato da cinquanta coppie di buoi di razza podolica fino alle "chiapparedd", un'area a circa 4 km da Accettura, da cui, l'indomani, ripartirà verso il paese.
Si arriva così alla domenica di Pentecoste: mentre il Maggio riprende il suo cammino, la cima viene abbattuta ed è trasportata a spalla per un tragitto di circa 15 km, sino ad Accettura.
Solo nel tardo pomeriggio, verso le 19, i due alberi si incontrano e inizia la vera festa di popolo con il compimento del matrimonio.
Il lunedì è una giornata di riposo e di preparativi. Si appronta l'occorrente per il congiungimento e l'innalzamento dei due alberi mentre dalle campagne di Valdienne, arriva la processione del quadro dei Santi Giovanni e Paolo. Nel pomeriggio la statua di San Giulianicchio viene portata, insieme al quadro, in processione per il paese.
Il martedì, preceduta da una lunga fila di cende, costruzioni votive di candele e nastrini portate sul capo da ragazze, si inizia la processione di San Giuliano. Con grande accompagnamento di fedeli, il corteo percorre le strade principali, per poi raggiungere largo san Vito, al centro dell'abitato, dove il Maggio sta lentamente innalzandosi. Alle delicate e difficili operazioni sovrintendono i più anziani, custodi di tecniche arcaiche.
Sotto lo sguardo del Santo, il Maggio viene innalzato. Fino al 2008 la cima dell'albero era presa di mira dalle doppiette dei cacciatori accetturesi che miravano a "tacchette" rappresentanti animali in premio.
Nel tardo pomeriggio giovani coraggiosi si cimentano nell'ardua scalata dell'albero alto quasi quaranta metri.

## Aspetti antropologici, sociologici e religiosi

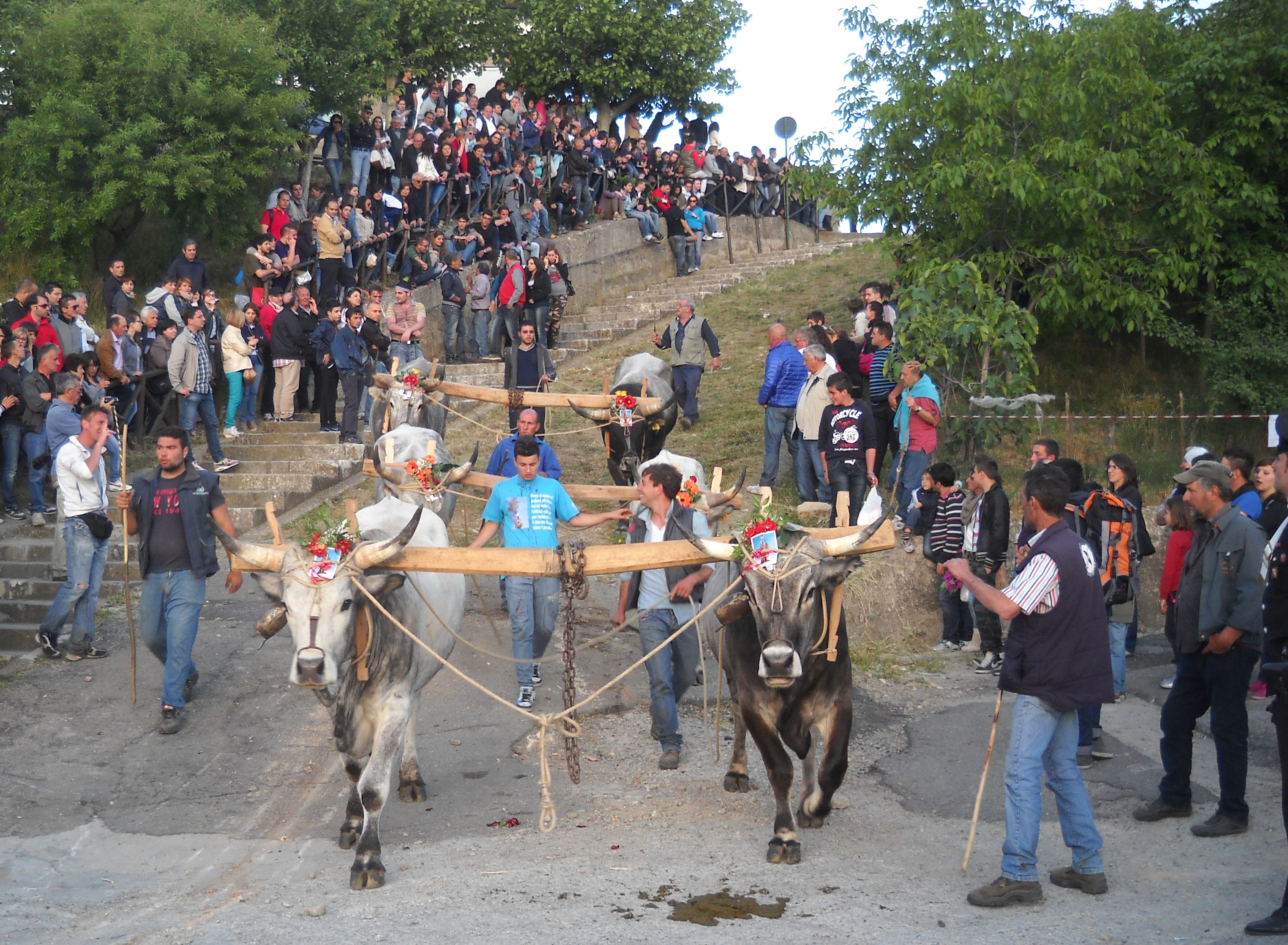
La festa del maggio di Accettura

Il Maggio di Accettura, unitamente alle feste simili che si svolgono in diversi centri dell'Appennino lucano come Oliveto Lucano, Pietrapertosa, Castelmezzano, Castelsaraceno, Rotonda, Viggianello e Terranova di Pollino ed altre diffuse in tutta Italia, è stata oggetto di molte analisi fatte da diversi studiosi.
Secondo gli antropologi, queste celebrazioni sono fedeli ad uno schema presente negli antichissimi riti pagani agrari ed arborei tipici delle popolazioni contadine di molti Paesi europei e mirano a portare nel proprio paese e nella propria casa lo spirito fecondatore della natura, risvegliatosi con la primavera; rappresentano pertanto l'idea di rigenerazione della collettività umana mediante una sua partecipazione attiva alla resurrezione della vegetazione. A questa interpretazione se ne aggiungono altre come quella del significato di libertà e quella del mito popolare dell'Albero della cuccagna.
Secondo i sociologi con questo rituale gli abitanti del posto ripetono una tradizione che li contraddistingue da tutti gli altri paesi vicini. Dunque il tema centrale è quello del suo valore socializzante: la festa diventa il simbolo principale della propria storia, cultura, tradizione, della propria personalità collettiva. Il riferimento alla tradizione rappresenta in tal modo il patrimonio culturale, ambientale e familiare, rivelando un popolo, la sua cultura e la sua fede.
Inoltre la festa del Maggio è ricca di aspetti religiosi, essendo effettuata in onore del patrono di Accettura san Giuliano di Sora; la festa religiosa viene così intesa come manifestazione di fede collettiva volta a rinsaldare i legami tra i membri della comunità. La fusione della festa religiosa del Protettore con quella pagana del Maggio risale al 1797, quando la comunità accetturese ricevette una pergamena attestante l'autenticità della reliquia del santo riposta in una teca custodita nella statua lignea, facendo riesplodere nel popolo la fede verso il santo.